# Бондарев, Игорь Анатольевич
Игорь Анатольевич Бондарев (латыш. Igors Bondarevs, родился 9 февраля 1974 в Риге) — латвийский хоккеист, игравший на позиции защитника. Участник Олимпиады в Солт-Лейк-Сити и шести чемпионатов мира (четырёх в группе A и двух в группе B). Всего за сборную провёл 94 матча, забил 9 голов и отдал 27 передач. Первый клуб — рижская «Пардаугава», тренер — Харийс Витолиньш, затем выступал в США — за ряд команд из второстепенных лиг — и в ряде европейских стран (в том числе в России — за нижегородское «Торпедо» и хабаровский «Амур»). 